# Rolf Keller (Verleger)
Rolf Keller (auch Friedrich Ferdinand Walther) (geb. 26. Februar 1916 in Stuttgart; gest. 12. Juli 1987 ebenda) war ein deutscher Verleger. Er leitete von 1950 bis zu seinem Tod 1987 die Franckh'sche Verlagshandlung W. Keller & Co., Stuttgart.

## Lebensweg
Rolf Keller war ein Sohn des Stuttgarter Verlegers Walther Keller (1864–1952) und seiner Ehefrau Paula, geb. Regensberg (1875–1957). Einer seiner beiden Brüder war der Verleger, Kunstsammler, Fotograf und Druckereileiter Dieter Keller (1909–1985).
Schon in seiner Jugend erlernte Rolf Keller das Mikroskopieren von Georg Stehli (1883–1951), der seit 1910 für die Franckhsche Verlagshandlung in Stuttgart tätig war und von 1917 bis zu seinem Tod 1951 die Zeitschrift Mikrokosmos herausgab.
Später interessierte sich Keller vor allem für Geschichte.
Rolf Keller absolvierte 1932 eine Buchhändlerlehre in Julius Weises Hofbuchhandlung in Stuttgart und volontierte dann in Dresden in Georg Tammes Hofbuchhandlung, bei Schmorl & von Seefeld in Hannover, im VDI-Verlag und in New York. In New York war Keller ab dem 11. Oktober 1937 für etwa drei Wochen.
Der Verlag seines Vaters, die Franckh'sche Verlagshandlung W. Keller & Co., wurde bei einem alliierten Luftangriff auf Stuttgart im Jahr 1943 ausgebombt. Die Verlagsgebäude wurden zerstört; Lager, Manuskripte und Akten verbrannten. Trotzdem führte sein Vater Walther Keller das Verlagsgeschäft so gut es ging fort.
1948 trat Rolf Keller in den väterlichen Verlag ein, den er von 1950 bis zu seinem Tod im Jahre 1987 leitete. Im März 1952 starb sein Vater Walther Keller.
Rolf Keller engagierte sich in der Verbandsarbeit der Bücherbranche: In den Jahren 1953 bis 1959 gehörte er dem Vorstand des Landesverbandes Baden-Württemberg des Börsenvereins des Deutschen Buchhandels an, von 1955 bis 1959 als dessen Vorsitzender. Anschließend, von 1959 bis 1973, war Keller Mitglied im Verleger-Ausschuss des Börsenvereins des Deutschen Buchhandels, in den Jahren 1965 bis 1968 war er Vorsitzender dieses Ausschusses. Von 1974 bis 1980 war Keller Vorsteher des Börsenvereins. 1986 wurde Keller zum Ehrenmitglied des Börsenvereins des deutschen Buchhandels ernannt.
Rolf Kellers Söhne Claus (geb. 1946) und Fritz (geb. 1956) traten ebenfalls in den Franckh-Kosmos-Verlag ein.
Rolf Keller war Pferdeliebhaber und Besitzer eines Reitpferds („Tenno“).
Keller starb 71-jährig am 12. Juli 1987 in Stuttgart an einer schweren Krankheit.